# Варна (област)
Вижте пояснителната страница за други значения на Варна.
Област Варна (също и Варненска област) е една от 28-те области на България. Граничи с област Бургас на юг, област Шумен на запад, област Добрич на север и Черно море на изток. 
Пощенските кодове на населените места в област Варна са от 9000 (за град Варна) до 9299. МПС-кодът ѝ е В. Тя е 3-та по брой на населението и 12-а по площ. Има 159 населени места, разпределени в дванадесет общини.

## География

### Географско положение
Област Варна е в източната част на Дунавската равнина. Тя включва части от Южна Добруджа, най-източните части на Предбалкана и Стара планина. На север граничи с област Добрич, на юг с област Бургас, на изток с Черно море и на запад с област Шумен. Разположена е на брега на Черно море и заема площ 3820 km² или 3,44% от територията на страната. Балансът на територията ѝ е 60,0% земеделски, 28,1% гори, населени места – 6,8%, пътища и пристанища – 2,3%, водни площи – 1,9% и за добив – 0,9%.

### Релеф
По-голямата част от повърхнината е хълмиста. В границите на областта са разположени Франгенското плато с височина 356 m н.в. (Варненско плато), Момино плато 322 m н.в. (Авренско плато), източните части на Провадийското плато (Добринено плато), югозападните части на Добруджанското плато, Камчийската планина от Източна Стара планина. По долините на р. Камчия и Провадийска река релефът е равнинен. Черноморското крайбрежие на север започва с плажовете на курортните комплекси „Златни пясъци" и „Дружба", при които гористите склонове на Франгенското плато се спускат терасовидно към морето и достигат самата плажна ивица. При „Дружба" брегът се е отдръпнал по-навътре в сушата, между нос Св. Георги и нос Галата образува големият Варненски залив. Пясъчните ивици следят крайбрежието и достигат лиманното устие на Камчия. На юг към Камчийската планина брегът отново се издига и непосредствено до морето се спускат гористите склонове на Източна Стара планина. В отделни понижения, затворени между склонове, са разположени плажните ивици при село Шкорпиловци и град Бяла.

### Природни ресурси
В областта се разкриват мергели, пясъчници, варовици, глини, пясъци и техни разновидности, предимно от палеогенска и неогенска възраст. Голяма част от тях се експлоатират в циментовата и химическата промишленост, в строителството (евксиноградски мергели, варовиците при Девня), в стъкларската промишленост (кварцовите пясъци при гр. Белослав). Каменна сол се добива при жп спирка Солна мина (близо до Провадия), манганова руда – при селата Игнатиево и Рудник. Минерални води богати на йод има в района на Варна и в долината на Камчия. Природен газ се добива в шелфа до нос Галата.

### Климат
Климатът в областта е умереноконтинентален, силно повлиян от въздействието на Черноморския басейн, особено по крайбрежната ивица, където се оформя по-мек морски климат (средногодишната температура за крайбрежната ивица е 13 °С като от север на юг слабо се повишава). По отношение температурата на въздуха пролетта настъпва с около 10 – 13 дни по-късно и е сравнително дълга и прохладна. Лятото се характеризира със стабилизиране на времето – броят на дните с температура 25 °С или по-висока е голям. Есента е продължителна и топла. През пролетта и есента температурата на въздуха рядко спада под 5 °C. Средногодишната температура на морската вода е 13,6 °С. Средногодишните количества валежи в областта (около 500 mm в крайбрежните части, около 600 mm на 40 – 50 km навътре в сушата) са по-малки от средногодишните валежи за страната. Максимумът на валежите е през есента. Засушаванията са през лятото (средна продължителност 40 – 50 дни). Средната относителна влажност на въздуха по крайбрежието е 75 – 80%. Характерна с годишната и денонощната периодичност на ветровете. Североизточните ветрове преобладават през късна пролет, лятото и началото на есента, западните – през зимата и отчасти през есента.

### Води
Почти всички реки, които текат през областта, се вливат направо в Черно море или чрез Белославското езеро. Най-големи са Камчия(дължина 245 km, водосборна площ 5358 km²), Провадийска (дължина 119 km, водосборна площ 2132 km²) и Батова река. Останалите реки са къси и маловодни – през лятото водите им намаляват и дори се губят във варовиците на Дунавската хълмиста равнина (Суха река). Най-големите езера са Варненското (повърхност 17,4 km², обем на водата 165,5 млн. m³)и Белославско (повърхност 3,9 km², обем на водата – 9 млн. m³) Областта е богата на подпочвени и на карстови води (Девненски извори).

### Почви, растителност и животински свят
Преобладават сиви горски почви и карбонатни черноземи. По-малки площи заемат излужените черноземи, типичните черноземи, оподзолените черноземи, канелените горски и алувиално-ливадните почви.
Растителността е разнообразна. По Черноморското крайбрежие и в Южна Добруджа, която има степен характер, преобладават ксерофитни дъбови гори (цер, благун, мъждрян), на много места превърнати във вторични гори и храсталаци, в ксерофитни тревни съобщества, ливади, обработваеми земи. Горите в Източна Стара планина са от източен горун и източен бук, габър, мизийски бук. В долините на Камчия и Батова река има лонгозни гори. В блатистите места растат тръстика, папур, камъш, по пясъчните терени крайбрежието – песъчар, класник. Срещат се и много средиземноморски видове като смокиня, нар, райска ябълка, киви, финап, лаврово дърво, фотиния, магнолия.
Преобладават евросибирските животински видове, срещат се и представители на понтийската фауна. Голям брой видове птици – гларуси и други видове чайки, водоплаващи птици по крайбрежните езера.
За опазване на растителността са създадени природния парк „Златни пясъци“ и резерватите Камчия, Върбов дол, Крив дол, Калфата, Казашко и Вълчи проход в Източна Стара планина.
На запад от Варна по стария път за София се образуванията Побитите камъни.
Близо до Белослав се намират пещерите Горна и Долна Капладжа, на р. Армера е водопадът Орлов камък до с. Горен Чифлик.

## Население

### Численост на населението
Населението на областта и агломерацията нараства, както следва:
| Област Община       | Площ km2 | Население 31 декември 1934 | Население 31 декември 1946 | Население 1.12.1956 | Население 1.12.1965 | Население 2.12.1975 | Население 4.12.1985 | Население 4.12.1992 | Население 1.3.2001 | Население 1.2.2011 | Население 7.9.2021 | Брой общини | Градове | Села | Общо |
| ------------------- | -------- | -------------------------- | -------------------------- | ------------------- | ------------------- | ------------------- | ------------------- | ------------------- | ------------------ | ------------------ | ------------------ | ----------- | ------- | ---- | ---- |
| Област Варна        | 3827,428 | 256 425                    | 266 617                    | 314 163             | 366 855             | 431 024             | 464 945             | 462 970             | 462 013            | 475 074            | 432 198            | 12          | 11      | 148  | 159  |
| Община Аврен        | 353,776  | 16 976                     | 17 686                     | 15 842              | 12 934              | 11 269              | 9109                | 8817                | 8714               | 8574               | 8297               |             | –       | 17   | 17   |
| Община Аксаково     | 460,536  | 19 752                     | 18 662                     | 16 741              | 14 743              | 17 182              | 16 534              | 17 994              | 19 118             | 20 426             | 19 449             |             | 2       | 21   | 23   |
| Община Белослав     | 60,079   | 3823                       | 4189                       | 7055                | 10 084              | 12 143              | 11 448              | 11 079              | 11 131             | 11 023             | 9870               |             | 1       | 3    | 4    |
| Община Бяла         | 161,842  | 5455                       | 5260                       | 5461                | 4976                | 4346                | 4019                | 3787                | 3413               | 3242               | 3006               |             | 1       | 5    | 6    |
| Община Варна        | 238,495  | 76 664                     | 83 845                     | 127 160             | 188 047             | 258 613             | 309 875             | 315 336             | 320 464            | 343 704            | 319 613            |             | 1       | 5    | 6    |
| Община Ветрино      | 292,333  | 15 944                     | 15 854                     | 14 620              | 13 206              | 11 379              | 9180                | 7990                | 7023               | 5415               | 4508               |             | –       | 10   | 10   |
| Община Вълчи дол    | 472,518  | 28 950                     | 27 448                     | 26 665              | 24 101              | 20 014              | 16 484              | 14 792              | 12 973             | 10 052             | 7608               |             | 1       | 21   | 22   |
| Община Девня        | 121,052  | 6000                       | 6405                       | 9661                | 12 231              | 13 923              | 10 735              | 9390                | 9683               | 8730               | 7230               |             | 1       | 2    | 3    |
| Община Долни чифлик | 489,093  | 17 324                     | 19 293                     | 21 607              | 20 791              | 20 535              | 20 782              | 20 944              | 20 217             | 19 360             | 15 666             |             | 1       | 16   | 17   |
| Община Дългопол     | 440,945  | 20 687                     | 21 589                     | 22 217              | 20 882              | 18 797              | 18 105              | 16 514              | 15 901             | 14 389             | 12 208             |             | 1       | 16   | 17   |
| Община Провадия     | 520,882  | 33 363                     | 34 746                     | 36 366              | 34 691              | 33 413              | 30 434              | 28 414              | 25 718             | 22 934             | 18 202             |             | 1       | 24   | 25   |
| Община Суворово     | 215,877  | 11 497                     | 11 640                     | 10 768              | 10 169              | 9410                | 8240                | 7913                | 7658               | 7225               | 6491               |             | 1       | 8    | 9    |

### Прираст на населението

#### Естествен прираст
| Демография на населението | Демография на населението | Демография на населението | Демография на населението |
| Година                    | Раждаемост                | Смъртност                 | Естествен прираст         |
| ------------------------- | ------------------------- | ------------------------- | ------------------------- |
| 2000                      | 10,7‰                     | 13,1‰                     | -2,4‰                     |
| 2001                      | 9,7‰                      | 12,4‰                     | -2,7‰                     |
| 2002                      | 9,3‰                      | 12,0‰                     | -2,7‰                     |
| 2003                      | 9,9‰                      | 12,2‰                     | -2,3‰                     |
| 2004                      | 10,0‰                     | 12,1‰                     | -2,1‰                     |
| 2005                      | 10,8‰                     | 12,5‰                     | -1,7‰                     |
| 2006                      | 11,9‰                     | 12,8‰                     | -0,9‰                     |
| 2007                      | 11,6‰                     | 12,6‰                     | -1,0‰                     |
| 2008                      | 12,2‰                     | 12,5‰                     | -0,3‰                     |
| 2009                      | 12,7‰                     | 12,2‰                     | 0,5‰                      |
| 2010                      | 11,5‰                     | 12,6‰                     | -1,1‰                     |
| 2011                      | 10,4‰                     | 11,9‰                     | -1,5‰                     |
| 2012                      | 10,0‰                     | 12,1‰                     | -2,1‰                     |
| 2013                      | 9,6‰                      | 12,0‰                     | -2,4‰                     |
| 2014                      | 9,8‰                      | 12,5‰                     | -2,7‰                     |
| 2015                      | 9,3‰                      | 12,7‰                     | -3,4‰                     |
| 2016                      | 9,6‰                      | 12,9‰                     | -3,3‰                     |
| 2017                      | 9,3‰                      | 12,9‰                     | -3,6‰                     |
| 2018                      | 9,1‰                      | 13,1‰                     | -4,0‰                     |
| 2019                      | 9,1‰                      | 12,7‰                     | -3,6‰                     |
| 2020                      | 9,0‰                      | 14,7‰                     | -5,7‰                     |
| 2021                      | 8,9‰                      | 18,1‰                     | -9,2‰                     |
| 2022                      | 9,2‰                      | 16,1‰                     | -6,9‰                     |
| 2023                      | 8,9‰                      | 13,6‰                     | -4,7‰                     |
| 2024                      | 8,3‰                      | 13,5‰                     | -5,2‰                     |

### Гъстота на населението
Областта е гъсто населена – 130 д./km² при 70 д./km² средно за България. Раждаемостта през 2005 г. е по-висока от тази в България, която е 9,2‰, докато в област Варна тя е 10,8‰. Смъртността е по-ниска: 12,5‰, при средна за страната 14,6‰. Естественият прираст е -1,7‰, в сравнение със средния за България 5,4‰. Най-гъсто населен район е промишлената агломерация Варна-Девня, където живее 83% от населението на областта (406 090). Ежедневната трудова миграция в рамките на агломерацията е в размер 45 хил. души дневно. Тя е свързана с промишлеността и туризма. Степента на урбанизация (процент градското население) е 81%, по-висока от средното за страната – 70%. Коефициентът на икономическа активност на населението е 56% при средно за страната 46%. Като цяло населението на България през 90-те години на XX век намалява. В област Варна то се задържа, а в агломерацията леко нараства. Това се дължи на по-доброто социално-икономическо положение в промишлената агломерация спрямо останалата част на Северна България.

### Етнически състав
Населението с чуждо гражданство към 2001 г. в област Варна е 1,2%, според официалните данни от Преброяване 2001 за областта. Най-много са гражданите на Руската федерация, които живеят във Варненска област – 30,2 %. На второ място са гражданите на република Турция – 13,4%, следвани от украинците и англичаните. Според официалните данни на преброяването през 2001 г. етническата структура в областта е същата както и през предходните 10 години (1991 – 2001). Представителите на българския етнос, които живеят постоянно във Варненска област към първи февруари 2001 са 371 048 или 87,3% от населението. На второ място са турците – 30 469 или 7,2% и ромите – 13 432 или 3,2% от населението на областта. 87,9% от българите живеят в градовете на Варненска област, като урбанизацията при този етнос е най-висока, а при турците и при ромите е 46% и 37% съответно. 85,7% от преброените са декларирали българския език като свой майчин, за 8% това е турският и за 2,4% ромският. В това отношение българите са най-единодушни– 99,1% от тях заявяват българския като майчин език, при турците и ромите този процент е по-нисък.
Към февруари 2011 г. се наблюдава сродна за средната за страната етническа хетерогенност на населението в област Варна. 87% или 366 464 души се самоопределят като българи, следвани от 30 236 турци представляващи 7% от популацията. Третата по големина етническа група е ромската с близо 3%. Останалите по-малко от 3% принадлежат към други етноси, най-вече арменски, влашки и руски или не се самоопределят. 
Процесът на демографско застаряване на населението в област Варна продължава. Населението над 64 години е увеличено през последните десет години от 14,3% на 16,2% През 2001 г. лицата в подтрудоспособна възраст (под 15 години) са 16,7%, към 1 февруари 2011 г. този процент е намалял на 15,1. 64,2% от населението на Варненска област или над 305 000 души е в трудоспособна възраст. През 2001 г. на около 120 лица, постъпващи на трудовия пазар са се падали около 100 излизащи от него. Десет години по-късно ситуацията е влошена и пропорцията е 100 към 74. Населението на община Варна е 343 704 души, като община Варна заема второ място в България след Столична голяма община.
Численост и дял на етническите групи според преброяванията на населението през годините:
|                     |                     | Численост | Численост | Дял (в %) | Дял (в %) |
| 2001                | 2011                | 2001      | 2011      |           |           |
| Общо                | Общо                | 462 013   | 475 074   | 100.00    | 100.00    |
| ------------------- | ------------------- | --------- | --------- | --------- | --------- |
| Българи             | Българи             | 393 884   | 371 048   | 85.25     | 78.10     |
| Турци               | Турци               | 37 502    | 30 469    | 8.11      | 6.41      |
| Цигани              | Цигани              | 15 462    | 13 432    | 3.34      | 2.82      |
| Други               | Руснаци             | 1358      | 5638      | 0.29      | 1.18      |
| Други               | Арменци             | 2240      | 5638      | 0.48      | 1.18      |
| Други               | Власи               | 3620      | 5638      | 0.78      | 1.18      |
| Други               | Македонци           | 147       | 5638      | 0.03      | 1.18      |
| Други               | Гърци               | 223       | 5638      | 0.04      | 1.18      |
| Други               | Украинци            | 208       | 5638      | 0.04      | 1.18      |
| Други               | Евреи               | 67        | 5638      | 0.01      | 1.18      |
| Други               | Румънци             | 440       | 5638      | 0.09      | 1.18      |
| Други               | Други               | 1563      | 5638      | 0.33      | 1.18      |
| Не се самоопределят | Не се самоопределят | 3830      | 4306      | 0.82      | 0.90      |
| Неотговорили        | Неотговорили        | 1469      | 50 181    | 0.31      | 10.56     |

#### Общини
Численост и дял на етническите групи по общини, според преброяването на населението през 2011 г.:
| Община       | Численост | Численост | Численост | Численост | Численост | Численост            | Численост     | Дял (в %) | Дял (в %) | Дял (в %) | Дял (в %) | Дял (в %)            | Дял (в %)     |
| Община       | Общо      | Българи   | Турци     | Цигани    | Други     | Не се само-определят | Не отговорили | Българи   | Турци     | Цигани    | Други     | Не се само-определят | Не отговорили |
| Общо         | 475 074   | 371 048   | 30 469    | 13 432    | 5638      | 4306                 | 50 181        | 78.10     | 6.41      | 2.82      | 1.18      | 0.90                 | 10.56         |
| ------------ | --------- | --------- | --------- | --------- | --------- | -------------------- | ------------- | --------- | --------- | --------- | --------- | -------------------- | ------------- |
| Аврен        | 8574      | 5437      | 1502      | 902       | 130       | 194                  | 409           | 63.41     | 17.51     | 10.52     | 1.51      | 2.26                 | 4.77          |
| Аксаково     | 20 426    | 14 284    | 316       | 2309      | 1071      | 193                  | 2253          | 69.93     | 1.54      | 11.30     | 5.24      | 0.94                 | 11.03         |
| Белослав     | 11 023    | 8727      | 760       | 64        | 255       | 156                  | 1061          | 79.17     | 6.89      | 0.58      | 2.31      | 1.41                 | 9.62          |
| Бяла         | 3242      | 2458      | 308       | 103       | 18        | 10                   | 345           | 75.81     | 9.50      | 3.17      | 0.55      | 0.30                 | 10.64         |
| Варна        | 343 704   | 290 780   | 11 089    | 3535      | 3481      | 2315                 | 32 504        | 84.60     | 3.22      | 1.02      | 1.01      | 0.67                 | 9.45          |
| Ветрино      | 5415      | 3457      | 972       | 144       | 55        | 39                   | 748           | 63.84     | 17.95     | 2.65      | 1.01      | 0.72                 | 13.81         |
| Вълчи дол    | 10 052    | 5539      | 1942      | 1068      | 35        | 82                   | 1386          | 55.10     | 19.31     | 10.62     | 0.34      | 0.81                 | 13.78         |
| Девня        | 8730      | 6459      | 658       | 525       | 154       | 125                  | 809           | 73.98     | 7.53      | 6.01      | 1.76      | 1.43                 | 9.26          |
| Долни чифлик | 19 360    | 11 127    | 3298      | 400       | 250       | 240                  | 4045          | 57.47     | 17.03     | 2.06      | 1.29      | 1.23                 | 20.89         |
| Дългопол     | 14 389    | 5755      | 5918      | 685       | 22        | 193                  | 1816          | 39.99     | 41.12     | 4.76      | 0.15      | 1.34                 | 12.62         |
| Провадия     | 22 934    | 13 220    | 2418      | 3381      | 90        | 447                  | 3378          | 57.64     | 10.54     | 14.74     | 0.39      | 1.94                 | 14.72         |
| Суворово     | 7225      | 3805      | 1288      | 316       | 77        | 312                  | 1427          | 52.66     | 17.82     | 4.37      | 1.06      | 4.31                 | 19.75         |

### Езици
Численост и дял на населението по роден език, според преброяването на населението през 2001 г.
| Роден език          | Численост | Дял (в %) |
| Общо                | 462 013   | 100.00    |
| Български           | 392 053   | 84.85     |
| Турски              | 41 229    | 8.92      |
| Цигански            | 13 079    | 2.83      |
| Други               | 10 956    | 2.37      |
| Не се самоопределят | 3227      | 0.69      |
| Непоказано          | 1469      | 0.31      |

### Вероизповедания
Численост и дял на населението по вероизповедание според преброяванията на населението през годините:
|                     | Численост | Численост | Численост | Дял (в %) | Дял (в %) | Дял (в %) |
| 2001                | 2011      | 2021      | 2001      | 2011      | 2021      |           |
| Общо                | 462 013   | 475 074   | 432 198   | 100.00    | 100.00    | 100.00    |
| ------------------- | --------- | --------- | --------- | --------- | --------- | --------- |
| Православие         | 394 357   | 283 143   | 290 407   | 85.35     | 59.59     | 67.19     |
| Католицизъм         | 749       | 1569      | 290 407   | 0.16      | 0.33      | 67.19     |
| Протестантство      | 1395      | 2849      | 290 407   | 0.30      | 0.59      | 67.19     |
| Ислям               | 45 672    | 20 533    | 25 738    | 9.88      | 4.32      | 5.96      |
| Друго               | 1827      | 1145      | 639       | 0.39      | 0.24      | 0.15      |
| Нямат               | –         | 20 049    | 22 905    | –         | 4.22      | 5.30      |
| Не се самоопределят | 16 544    | 29 921    | 52 107    | 3.58      | 6.29      | 12.06     |
| Непоказано          | 1469      | 115 865   | 40 402    | 0.31      | 24.38     | 9.35      |

## Политика
Има генерални консулства на Руската федерация, Украйна и почетни консули на Германия и Франция, Италия, Обединеното кралство Великобритания и Северна Ирландия, Швеция, Унгария, Дания.

## Областен управител
През 2005 г. Атака, НДСВ, ВМРО и други организации свикват във Варна обществен протест срещу издигането на областен управител, посочен от ДПС при съставянето на правителството на Сергей Станишев. Гражданското негодувание се тушира, като ръководството на ДПС посочва дотогавашния областен управител Петър Кандиларов.
Настоящият областен управител на област Варна е Андрияна Андреева.

## Икономика и инфраструктура
Област Варна е център на Североизточен приморски район.
Брутният вътрешен продукт на човек от населението в област Варна е 4794 лв., който е по-висок от средния за страната – 4416 лв. (2003) Произведеният брутен вътрешен продукт (БВП) в областта през 2002 г. е над 6% от общия БВП. Морската индустрия през 2003 г. осигурява 11% от приходите в областната икономика. За областта е характерно наличието на вътрешнообластни икономически различия между община Варна и останалите общини. В община Варна се намират 87% от предприятията, 70% от дълготрайните материални активи и се реализират 83% от приходите от дейността и 80% от печалбите за областта.
Туризмът осигурява 6% от приходите в областната икономика. Общият обем на легловата база в област Варна е 60 428 легла в 370 хотела (2005). Реализираните нощувки с 32%, пренощували лица с 22%, приходи от нощувки със 125 519 868 лева или 29,3% от тези в страната. През 2003 г. общият размер на чуждестранните инвестиции в областта с натрупване е 433 394,7 хил. щатски долара – на второ място след област София град. През 2004 г. областта е привлякла 8,6% от инвестициите в България. (Всички данни са от издания на НСИ.)
- Варненска корабостроителница АД, Варна – производство на плавателни съдове
- Дружба-стил АД, Варна – производство на облекла
- Елдом Инвест, Варна – производство на домакински електроуреди
- Корабостроителен и кораборемонтен завод АД, Варна – ремонт и производство на плавателни съдове
- Агрополихим АД Архив на оригинала от 2004-10-20 в Wayback Machine., Девня – производство на азотна киселина, амоняк, моно- и дикалциев фосфат, натриев триполифосфат, стабилизирана амониева селитра, троен суперфосфат
- Захарен завод, Девня – производство на рафинирана захар
- Полимери АД, Девня – производство на дихлоретан, натриева основа, по-рано и поливинилхлорид (PVC) - обявен фалит през 2012 г.
- Солвей-Соди АД, Девня – производство на лека, тежка сода и сода бикарбонат
- ТЕЦ – Варна, Езерово – производство на електроенергия
- Девня-Цимент АД Архив на оригинала от 2004-06-06 в Wayback Machine., Девня

### Топ 10 компании по оборот през 2017 г.
|     | Компания                               | Оборот (млн.лв.) |
| 1.  | „Енерго-Про Продажби“                  | 548,4            |
| 2.  | „Фармнет“                              | 534,3            |
| 3.  | „Афер България“                        | 490,8            |
| 4.  | „Солвей Соди“                          | 472,0            |
| 5.  | „Агрополихим“                          | 414,3            |
| 6.  | „Енерго-Про Енергийни услуги“          | 353,5            |
| 7.  | „Електроразпределение Север“           | 263,8            |
| 8.  | „Трейднет Варна“                       | 177,0            |
| 9.  | „Интерком Груп“                        | 142,8            |
| 10. | „Фрапорт Туин Стар Еърпорт Мениджмънт“ | 132,0            |

### Транспорт
Варна е многофункционален транспортен възел съчетаващ четирите вида транспорт и има международно значение. Международното летище Варна осъществява връзка с 35 страни и 101 града по света. Пристанище Варна заема ключово положение и е основен логистичен и дистрибуторски център.

## Образование и здравеопазване
В област Варна има 5 висши учебни заведения, 3 колежа с 31 123 студенти и 5 значими научноизследователски института. Осигуреността на населението в региона с общо практикуващи лекари (7,35 на 10 000 души) е над средното за страната.

## Списък на общините в област Варна
Градовете са с удебелен шрифт. 

### Община Аврен
Аврен,
Бенковски,
Близнаци,
Болярци,
Добри дол,
Дъбравино,
Здравец,
Казашка река,
Китка,
Круша,
Приселци,
Равна гора,
Садово,
Синдел,
Тръстиково, Царевци,
Юнак

### Община Аксаково
Аксаково,
Ботево,
Водица,
Въглен,
Генерал Кантарджиево,
Доброглед,
Долище,
Засмяно,
Зорница,
Игнатиево,
Изворско,
Кичево,
Климентово,
Крумово,
Куманово,
Любен Каравелово,
Новаково,
Орешак,
Осеново,
Припек,
Радево,
Слънчево,
Яребична

### Община Белослав
Белослав,
Езерово,
Разделна,
Страшимирово

### Община Бяла
Бяла,
Горица,
Господиново,
Дюлино,
Попович,
Самотино

### Община Варна
Варна,
Звездица,
Казашко,
Каменар,
Константиново,
Тополи

### Община Ветрино
Белоградец,
Ветрино,
Габърница,
Доброплодно,
Млада гвардия,
Момчилово,
Невша,
Неофит Рилски,
Средно село,
Ягнило

### Община Вълчи дол
Бояна,
Брестак,
Войводино,
Вълчи дол,
Генерал Киселово,
Генерал Колево,
Добротич,
Есеница,
Звънец,
Изворник,
Искър,
Калоян,
Караманите,
Кракра,
Метличина,
Михалич,
Оборище,
Радан войвода,
Стефан Караджа,
Страхил,
Червенци,
Щипско

### Община Долни чифлик
Булаир,
Бърдарево,
Венелин,
Голица,
Горен чифлик,
Гроздьово,
Детелина,
Долни чифлик,
Кривини,
Нова Шипка,
Ново Оряхово,
Пчелник,
Рудник,
Солник,
Старо Оряхово,
Шкорпиловци,
Юнец

### Община Девня
Девня,
Кипра,
Падина

### Община Дългопол
Арковна,
Аспарухово,
Боряна,
Величково,
Дебелец,
Дългопол,
Камен дял,
Комунари,
Красимир,
Лопушна,
Медовец,
Партизани,
Поляците,
Рояк,
Сава,
Сладка вода,
Цонево

### Община Провадия
Блъсково,
Бозвелийско,
Бързица,
Венчан,
Градинарово,
Добрина,
Житница,
Златина,
Китен,
Комарево,
Кривня,
Манастир,
Неново,
Овчага,
Петров дол,
Провадия,
Равна,
Славейково,
Снежина,
Староселец,
Тутраканци,
Храброво,
Чайка,
Черковна,
Черноок

### Община Суворово
Баново,
Дръндар,
Изгрев,
Калиманци,
Левски,
Николаевка,
Просечен,
Суворово,
Чернево